# Laura Siegemund
Laura Natalie Siegemund (nascida em 4 de março de 1988) é uma tenista profissional alemã.
Ela é bicampeã de torneios Grand Slam, tendo vencido o US Open de 2020 em duplas femininas com Vera Zvonareva, bem como o US Open de 2016 em duplas mistas ao lado de Mate Pavic. Siegemund alcançou o recorde de sua carreira em duplas no 23º lugar mundial em janeiro de 2023 e ganhou dez títulos de duplas no WTA Tour, incluindo o Miami Open de 2022.
Em simples, sua classificação mais alta na carreira é a 27ª posição mundial, conquistada em agosto de 2016, e ela conquistou dois títulos WTA, no Aberto da Suécia de 2016 e no Aberto de Stuttgart de 2017. O melhor resultado em Grand Slam de Siegemund em simples foi uma aparição nas quartas de final no Aberto da França de 2020. Ela também alcançou o mesmo estágio nos Jogos Olímpicos de 2016 e representou a Alemanha na Copa Billie Jean King desde 2017.

## Biografia
Siegemund nasceu dos pais Harro (um engenheiro) e Brigitta Siegemund, e tem dois irmãos. Ela foi apresentada ao tênis por sua família aos três anos. Siegemund viveu em Riade, na Arábia Saudita, dos quatro aos sete anos e em Jacarta, na Indonésia, dos nove aos dez. Além do alemão, ela é fluente em inglês e francês e, em 2016, concluiu seu bacharelado em psicologia pela Universidade de Hagen. Seu ídolo do tênis era Steffi Graf.

## Destaques na carreira

### 2014
Em 2014, ela venceu sua primeira partida da chave principal no WTA Tour no Aberto da Suécia em Båstad, derrotando Yaroslava Shvedova na primeira rodada. Ela ganhou dois títulos de simples e dois títulos de duplas no Circuito ITF, mas caiu na primeira rodada uma vez e na qualificatória de simples em torneios WTA quatro vezes (incluindo Roland Garros, Wimbledon e US Open).

### 2015
Em Wimbledon, ela alcançou sua primeira chave principal em um Grand Slam depois de sair dez vezes nas rodadas qualificatórias.

### 2016
No Australian Open, Siegemund obteve uma de suas maiores vitórias, derrotando a ex-nº 1 do mundo Jelena Jankovic na segunda rodada em três sets.
Em abril, ela se surpreendeu ao chegar à final vinda da qualificatória em Stuttgart, perdendo para a compatriota e defensora do título Angelique Kerber. Em seu caminho para o sucesso, ela derrotou três jogadoras do top 10 em jogos consecutivos (Simona Halep, Roberta Vinci e Agnieszka Radwanska), todos eles em dois sets.
Em julho, ela conquistou o primeiro título WTA de sua carreira em Båstad, local onde jogou sua primeira partida no WTA Tour em 2010. Na final, ela derrotou Katerina Siniaková em dois sets.
Em setembro, ela conquistou seu primeiro título de Grand Slam, vencendo o campeonato de duplas mistas do US Open com Mate Pavic.

### 2017
Ela conquistou seu segundo título de carreira no evento Premier de sua cidade natal, o Stuttgart Open após um convite como "wild card", derrotando Kristina Mladenovic na final, em três sets.
Em maio, na Nuremberg Cup, ela sofreu uma lesão no joelho que a impediu de jogar pelo resto da temporada.

### 2018
Siegemund voltou ao WTA Tour em abril no Charleston Open, onde perdeu na segunda rodada para a décima cabeça-de-chave Naomi Osaka. No Ladies Open Lugano, ela se retirou durante sua partida da primeira rodada contra Kathinka von Deichmann [en]. Siegemund recebeu um "wild card" para competir no Porsche Tennis Grand Prix como a atual campeã. Na primeira rodada, ela venceu Barbora Strýcová, mas foi derrotada na segunda rodada pela eventual finalista Coco Vandeweghe.

### 2019
Siegemund começou sua temporada de 2019 no Aukland Open. Ela perdeu na última rodada da qualificatória para Bianca Andreescu, que acabaria chegando à final. No entanto, ela ganhou uma vaga como "lucky loser" na chave principal. Ela foi derrotada na primeira rodada pela cabeça-de-chave e duas vezes finalista, Caroline Wozniacki. Passando pela qualificatória no Hobart International, ela foi eliminada na primeira rodada por Dayana Yastremska. No Australian Open, ela venceu a bicampeã e ex-número 1 do mundo, Victoria Azarenka, na primeira rodada. Ela foi derrotada na segunda rodada pela 28ª cabeça-de-chave Hsieh Su-wei.

### 2020
Siegemund começou a temporada no Auckland Open. Ela chegou às quartas de final, onde perdeu para a cabeça-de-chave e eventual campeã, Serena Williams. No Australian Open, ela foi derrotada na segunda rodada pela segunda cabeça-de-chave Karolína Plíšková.
Jogando pela Alemanha na eliminatória da Fed Cup contra o Brasil, Siegemund venceu suas duas partidas decisivas batendo Teliana Pereira e Gabriela Cé. Essas vitórias ajudaram a Alemanha a vencer a disputa por 4 a 0 para avançar para as finais da Fed Cup. Passando pela qualificatória no Qatar Open, ela chegou à segunda rodada, onde perdeu para a cabeça-de-chave Ashleigh Barty. Como quinta cabeça-de-chave no Indian Wells Challenger, ela chegou às quartas de final e perdeu para Vera Zvonareva. O WTA Tour foi suspenso na semana de 9 de março a julho devido à pandemia de COVID-19.
Siegemund voltou à ação em agosto no Palermo Ladies Open, onde foi eliminada na segunda rodada pela quarta cabeça-de-chave e eventual finalista, Anett Kontaveit. Competindo no Aberto de Praga, ela foi derrotada na segunda rodada por Sara Sorribes Tormo. Jogando um torneio antes do US Open, o Cincinnati Open, Siegemund passou pela qualificatória e chegou à segunda rodada, onde perdeu para a também vinda da qualificatória Vera Zvonareva. No US Open, Siegemund perdeu na primeira rodada para a 16ª cabeça-de-chave Elise Mertens. No entanto, em duplas, ela e Zvonareva conquistaram o título derrotando Nicole Melichar / Xu Yifan na final.
Siegemund teve uma ótima campanha no Aberto da França. Ela alcançou sua primeira quartas de final de um Grand Slam em simples, na qual perdeu para a sétima cabeça-de-chave Petra Kvitová.
Siegemund terminou o ano em 50º lugar em simples e 41º em duplas.

### 2021
Siegemund iniciou a temporada na primeira edição do Abu Dhabi Open. Ela perdeu na primeira rodada para Kirsten Flipkens. Como 16ª cabeça-de-chave na primeira edição do Gippsland Trophy, ela chegou à terceira rodada, onde foi derrotada pela primeira cabeça-de-chave Simona Halep. No Australian Open, Siegemund foi eliminada do torneio na primeira rodada pela décima cabeça-de-chave e sete vezes campeã, Serena Williams. Após o Australian Open, ela competiu no Adelaide International. Ela foi derrotada na primeira rodada pela sétima cabeça-de-chave Yulia Putintseva.
Superando a qualificatória no Qatar Open, Siegemund chegou à segunda rodada, onde perdeu para a oitava cabeça-de-chave e bicampeã, Victoria Azarenka. Em Dubai, ela foi derrotada na primeira rodada por Anastasia Potapova. No Miami Open, ela desistiu de sua partida da segunda rodada contra a 14ª cabeça-de-chave e tricampeã, Victoria Azarenka, devido a uma lesão no joelho direito.
Começando sua temporada em quadra de saibro no Stuttgart Open, Siegemund foi eliminada na segunda rodada pela cabeça-de-chave e eventual campeã, Ashleigh Barty. Passando pela qualificatória em Madri, ela foi derrotada na segunda rodada pela 14ª cabeça-de-chave Iga Swiatek. No Aberto da Itália, ela caiu na rodada final da qualificatória para Ajla Tomljanovic. No entanto, devido à desistência de Venus Williams de participar do evento, ela entrou na chave principal como uma "lucky loser". Ela perdeu na primeira rodada para Nadia Podoroska em três sets. Quarta-finalista do ano anterior, nesse ano, ela não conseguiu igualar o resultado no Aberto da França; ela perdeu na primeira rodada para Caroline Garcia.
Como oitava cabeça-de-chave na primeira edição do Bad Homburg Open, o primeiro torneio de quadra de grama de Siegemund da temporada, ela chegou às quartas de final, onde foi derrotada pela eventual finalista Katerina Siniaková. Em Wimbledon, ela foi eliminada na primeira rodada pela 32ª cabeça-de-chave Ekaterina Alexandrova.
Representando a Alemanha nos Jogos Olímpicos de Verão, Siegemund caiu na primeira rodada para a quarta cabeça-de-chave e eventual medalhista de bronze, Elina Svitolina.
Siegemund desistiu do US Open devido a uma lesão no joelho.

### 2022
Siegemund ganhou seu primeiro título de duplas em um torneio WTA 1000 no Miami Open, novamente com a parceira Vera Zvonareva. No final da temporada, ela alcançou um novo ranking de duplas, o mais alto da carreira até então, no 27º lugar do mundo, em 17 de outubro de 2022.

### 2023
Na United Cup, Laura perdeu as duas partidas de simples contra Petra Kvitova e Jessica Pegula. Uma semana depois, ela ganhou seu décimo título no WTA Tour no Hobart International ao lado de Kirsten Flipkens, com quem ela também venceu o Transylvania Open em outubro de 2022.
Laura entrou na competição de simples do Australian Open usando o critério de "ranking protegido". Depois de vencer sua partida da segunda rodada contra Irina-Camelia Begu, Siegemund perdeu para Caroline Garcia em uma partida de três sets com duração de mais de duas horas. Jogando com Beatriz Haddad Maia, ela alcançou sua segunda final de WTA 1000 no Indian Wells Open, perdendo para as cabeças de chave Barbora Krejčíková e Kateřina Siniaková.
As campanhas em quadras de saibro e de grama foram discretas. Ela teve sucesso no Aberto de Varsóvia chegando à final onde foi derrotada por Iga Świątek em sets diretos.
Devido à sua performance ao longo da temporada, Laura e a parceira Vera Zvonareva chegaram ao WTA Finals elas passaram pela chave de grupos e pela semifinal onde venceram a dupla Storm Hunter / Elise Mertens em jogo de três sets. Elas chegaram ao título derrotando na final a dupla Nicole Melichar-Martinez / Ellen Perez em sets diretos.

### 2024: Campeã da United Cup
No início do ano, Laura conquistou com o Time Alemanha a United Cup. Ela venceu todas as três partidas de duplas mistas, todas decisivas na fase eliminatória com Alexander Zverev. Na final, eles venceram o Time Polônia com Iga Świątek e Hubert Hurkacz em um "super tiebreak" para conquistar o título. Devido a essa participação de sucesso na United Cup, Laura recebeu um "special exempt" para o torneio Adelaide International, onde venceu Liudmila Samsonova de virada em jogo de três sets na primeira rodada, Ana Bogdan na segunda em sets diretos, porém bastante equilibrados, na segunda e, devido ao desgaste desses jogos longos em torneios seguidos, Laura acabou desistindo de continuar no torneio antes do jogo previsto contra Daria Kasatkina. No Australian Open, sua participação terminou na segunda rodada. Ela teve uma boa participação no Miami Open, chegando até as oitavas de final.
Laura deu início à temporada em quadras de saibro na Copa Colsanitas onde chegou às quartas de final. Em seguida, participou da Copa Billie Jean King na qual venceu seus dois jogos de simples. Depois disso participou do Porsche Tennis Grand Prix onde perdeu na primeira rodada para a eventual finalista Marta Kostyuk em jogo de três sets. Logo depois, participou do Aberto de Madri, no qual não passou da primeira rodada. Na chave de duplas do mesmo torneio ela foi vice-campeã com a parceira Barbora Krejčíková perdendo na final para a dupla local Cristina Bucsa / Sara Sorribes Tormo em sets diretos. Na sequência, ela tentou o Aberto de Roma, no qual passou pela qualificatória, venceu a também vinda da qualificatória María Lourdes Carlé [en] na primeira rodada em jogo de três sets, mas perdeu na segunda para Dayana Yastremska em outro jogo de três sets. Seu próximo compromisso foi no Grand Prix Princesse Lalla Meryem, no Marrocos, no qual passou pela cabeça de chave N° 2, Anna Blinkova, na primeira rodada em sets diretos, por Camila Osorio na segunda, também em sets diretos, mas perdeu para  Viktoriya Tomova na terceira, em mais um jogo de sets diretos. Já no Aberto da França, perdeu na primeira rodada para Sofia Kenin em jogo de três sets.

## Finais do WTA Tour

### Duplas (10–5)
| Legenda                                |
| -------------------------------------- |
| Grand Slam (1–0)                       |
| Premier M & Premier 5 / WTA 1000 (1–1) |
| Premier / WTA 500 (1–1)                |
| International / WTA 250 (7–3)          |

| Finais por Piso |
| --------------- |
| Duro (8–3)      |
| Saibro (1–1)    |
| Grama (1–1)     |

| Posição | N.   | Data             | Torneio                                   | Piso     | Parceira                 | Oponentes                                      | Placar                |
| ------- | ---- | ---------------- | ----------------------------------------- | -------- | ------------------------ | ---------------------------------------------- | --------------------- |
| Vice    | 0–1  | 27 Abril 2015    | Marrakech Grand Prix, Marrakesh, Marrocos | Saibro   | Maryna Zanevska          | Tímea Babos Kristina Mladenovic                | 1–6, 6–7(5–7)         |
| Campeã  | 1–1  | 13 Junho 2015    | Topshelf Open, 's-Hertogenbosch, Holanda  | Grama    | Asia Muhammad            | Jelena Jankovic Anastasia Pavlyuchenkova       | 6–3, 7–5              |
| Campeã  | 2–1  | 31 Julho 2015    | Brasil Tennis Cup, Florianópolis, Brasil  | Saibro   | Annika Beck              | María Irigoyen Paula Kania                     | 6–3, 7–67–1           |
| Campeã  | 3–1  | Outubro de 2015  | Luxembourg Open, Luxemburgo               | Duro(i)  | Mona Barthel             | Anabel Medina Garrigues Arantxa Parra Santonja | 6–2, 7–6(7–2)         |
| Vice    | 3–2  | Junho de 2016    | Mallorca Open, Maiorca, Espanha           | Grama    | Anna-Lena Friedsam       | Gabriela Dabrowski María José Martínez Sánchez | 4–6, 2–6              |
| Vice    | 3–3  | Agosto de 2018   | Connecticut Open, New Haven, EUA          | Duro     | Hsieh Su-wei             | Andrea Sestini Hlaváčková Barbora Strýcová     | 4–6, 7–6(9–7), [4–10] |
| Campeã  | 4–3  | Outubro de 2018  | Kremlin Cup, Moscou, Rússia               | Duro (i) | Alexandra Panova         | Darija Jurak Raluca Olaru                      | 6–2, 7–6(7–2)         |
| Campeã  | 5–3  | Setembro de 2019 | Guangzhou Open, Guanghzou, China          | Duro     | Peng Shuai               | Alexa Guarachi Giuliana Olmos                  | 6–2, 6–1              |
| Campeã  | 6–3  | Setembro de 2020 | US Open, Nova York, EUA                   | Duro     | Vera Zvonareva           | Nicole Melichar Xu Yifan                       | 6–4, 6–4              |
| Campeã  | 7–3  | Março de 2022    | Lyon Open, Lyon, França                   | Duro (i) | Vera Zvonareva           | Alicia Barnett Olivia Nicholls                 | 7–5, 6–1              |
| Campeã  | 8–3  | Abril de 2022    | Miami Open, Miami, EUA                    | Duro     | Vera Zvonareva           | Veronika Kudermetova · Elise Mertens           | 7–6(7–3), 7–5         |
| Vice    | 8–4  | Outubro de 2022  | Tallinn Open, Talin, Estônia              | Duro (i) | Nicole Melichar-Martinez | Lyudmyla Kichenok Nadiia Kichenok              | 5–7, 6–4, [7–10]      |
| Campeã  | 9–4  | Outubro de 2022  | Transylvania Open, Cluj-Napoca, Romênia   | Duro (i) | Kirsten Flipkens         | Kamilla Rakhimova · Yana Sizikova              | 6–3, 7–5              |
| Campeã  | 10–4 | Janeiro de 2023  | Hobart International, Hobart, Austrália   | Duro     | Kirsten Flipkens         | Viktorija Golubic Panna Udvardy                | 6–4, 7–5              |
| Vice    | 10–5 | Março de 2023    | Indian Wells Open, Indian Wells, EUA      | Duro     | Beatriz Haddad Maia      | Barbora Krejčíková Kateřina Siniaková          | 1–6, 7–6(7–3), [7–10] |

## Finais de Grand Slam

### Duplas femininas: 1 (1 título)
| Resultado | Ano  | Torneio | Piso | Parceira       | Oponentes                | Placar   |
| --------- | ---- | ------- | ---- | -------------- | ------------------------ | -------- |
| Campeã    | 2020 | US Open | Duro | Vera Zvonareva | Nicole Melichar Xu Yifan | 6–4, 6–4 |

### Duplas mistas: 1 (1 título)
| Resultado | Ano  | Torneio | Piso | Parceiro   | Oponentes                  | Placar   |
| --------- | ---- | ------- | ---- | ---------- | -------------------------- | -------- |
| Campeã    | 2016 | US Open | Duro | Mate Pavić | Coco Vandeweghe Rajeev Ram | 6–4, 6–4 |